# 乔治赖特堡
乔治赖特堡（英語：Fort George Wright）是美国西北部的一片区域，位于华盛顿州斯波坎的西山社区（West Hills），以曾驻扎在此地的乔治·赖特将军（George Wright）的名字命名。

## 历史

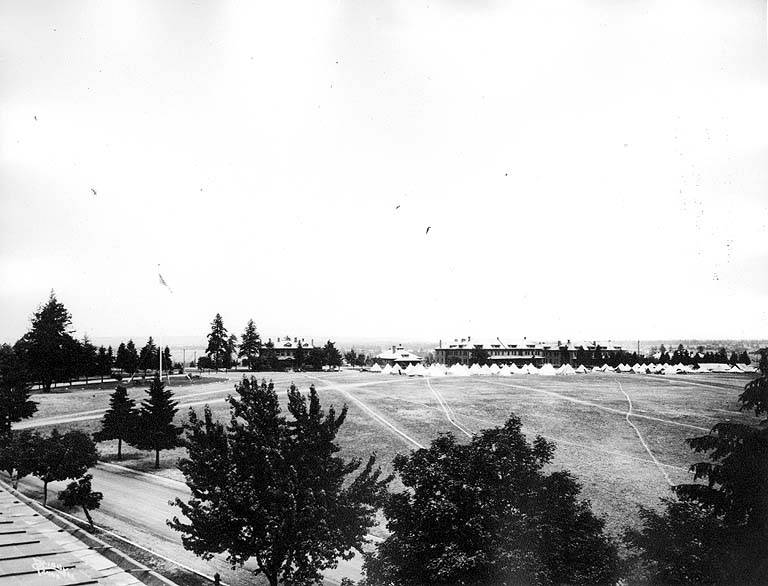
1918年的乔治赖特堡

1895年，当地居民购买了当时被称为特威克纳姆公园（Twickenham Park）的区域，并将其租借给政府用于建造军事哨所。1986年，经美国国会授权，当地政府出资40000美元购买了414公頃（1,020英畝）的土地。
堡垒于1897年动工，1899年正式开放。现存的大部分建筑都建于1897年至1906年之间。
1909年至1910年间，该堡垒用来关押在斯波坎言论自由斗争中被捕的世界产业工人成员。
1899年至1940年间，这里主要驻扎着骑兵部队，如第24和第25“水牛兵 ”师，以及在第一次世界大战期间参加了圣米耶勒和默兹-阿戈讷攻势的第4步兵师，该师后来在第二次世界大战中登陆诺曼底海滩。
1915年9月，时任中尉的奥马尔·布雷德利向位于乔治赖特堡的第14步兵师报到。

### 第二次世界大战
1941年1月9日，乔治赖特堡成为西北航空区的总部，负责美国太平洋西北地区的防空和反潜巡逻。
1941年2月28日，西北航空区总部工作人员从费尔茨机场迁至乔治赖特堡的新总部办公室。从该地可以指挥西北十一个州的空中活动。1941年3月26日，该区重新命名为第二航空队。
1943年1月，因《乱世佳人》而出名的克拉克·盖博短暂驻扎在乔治赖特堡，并接受特殊任务训练——拍摄一部募兵影片，为陆军航空军招募更多的炮兵。
1942年6月12日，阅兵场向空中交通开放，供联络机和信使机起降，以支持第二航空队总部的任务。
1943年6月，第二航空队总部迁至科罗拉多州的科罗拉多斯普林斯。

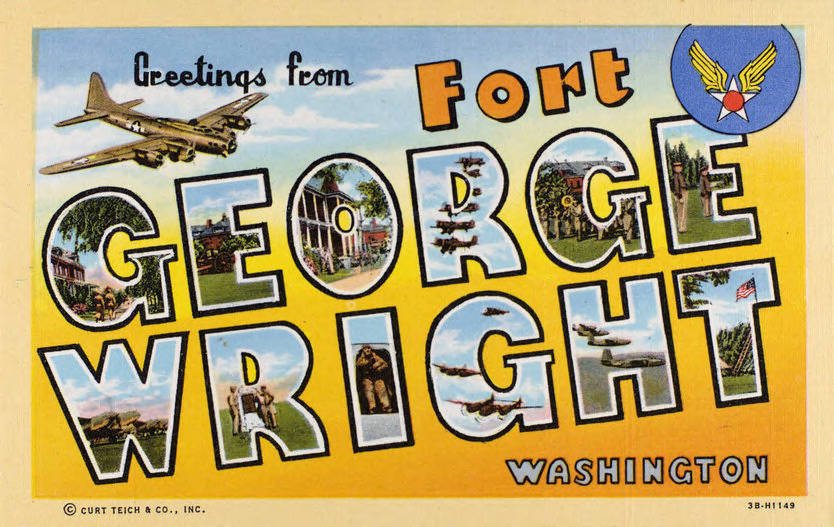
柯特·泰奇（Curt Teich）设计的大字明信片（1943 年）

### 战后
乔治赖特堡一直用于军事目的，直到1957年，政府宣布该堡垒为剩余军用物资，并优先出售该堡垒给教育机构。1960年，部分土地被用作斯波坎瀑布社区学院的建设。 
1976年5月，该校园作为乔治赖特堡历史街区被列入国家史迹名录，因为此地还建有圣迈克尔教堂（St. Michael's Mission）。1882 年的建筑最初位于比奇洛古勒克路（Bigelow Gulch Road）附近，后来搬迁到了校园内。
乔治赖特堡公墓也位于这片土地上，是乔治赖特堡西北部的一小块地，由费尔柴尔德空军基地管理。服务对象包括军人及其家属。
纪念体育场（Memorial Stadium）（现为乔·阿尔比体育场）最初的草坪是1950年夏天取自堡垒阅兵场的草皮。  
2020 年，在乔治·弗洛伊德抗议活动后种族平等呼声的推动下，穿过该地的乔治赖特堡大道（Fort George Wright Drive）更名为惠斯托克斯大道（Whistalks Way）。 2021年，武库川赖特堡学院（Mukogawa Fort Wright Campus）也更名为武库川美国学院（Mukogawa U.S. Campus）。 